# Joseph Bully
Pour les articles homonymes, voir Bully.
Joseph Ambroise Bully est un homme politique français né le 8 février 1822 à Meaux (Seine-et-Marne) et mort le 12 février 1890 à son domicile du 2 de la rue de la Bienfaisance, dans le 8e arrondissement de Paris.
Son père, Ambroise Bully est principal du collège de Meaux en 1838.

## Biographie
Procureur, il est révoqué de la magistrature après le coup d'État du 2 décembre 1851. Il possède un domaine à Houlbec-Cocherel peu après 1857. Il est maire en 1871 puis en 1878.
Il devient conseiller général de l'Eure, canton de Vernon, de 1877 (succédant au duc d'Albuféra) au jour de sa mort.
Il est député de l'Eure de 1882 à 1885 et de 1889 à 1890, se situant entre l'Union républicaine et la Gauche radicale.
Il a sa sépulture dans l'enclos de l'église Saint-Pierre du Bas-Cocherel.

## Pour approfondir